# Quinta dos Azulejos
A Quinta dos Azulejos localiza-se no Paço do Lumiar, Lisboa. Tem uma casa senhorial, edificada no século XVII e reconstruída na primeira metade de 1700 por iniciativa de António Colaço Torres, ourives da Casa Real. 
A quinta tem um magnifico conjunto azulejar, de meados do século XVIII, alguns anteriores ao terramoto de 1755, outros logo na sequência, e um jardim com características portuguesas.